# Jusuf Akčura
Jusuf Akčura (tatarsko Йосыф Акчура), turški politik, pisatelj in ideolog tatarskih korenin, * 2. december 1876, Simbirsk, Ruski imperij, † 11. marec 1935, Carigrad, Turčija
Akčura se je v zgodnjem republikanskem obdobju razvil v prominentnega ideologa in zagovornika panturcizma. Njegovi spisi so postali zelo brani, kasneje pa je postal eden vodilnih univerzitetnih profesorjev v Carigradu.

## Življenjepis
Rodil se je v Simbirsku, v Ruskem imperiju tatarski družini. V Simbirsku je živel do svojega sedmega leta, ko sta se z materjo preselila v Osmansko cesarstvo. Šolal se je v Carigradu, leta 1895 vstopil na vojaško šolo Harbiye Mektebi, šolanje pa je nadaljeval na generalštabnem tečaju Erkan-i Harbiye, ki je bil prestižni program usposabljanja za osmansko vojsko. Leta 1896 je bil obtožen pripadnosti mladoturškem gibanju in je bil izgnan v Trablusgarb v Fezanu, Osmanski Libiji.
Leta 1899 je pobegnil iz izgnanstva in odšel v Pariz, kjer se je pričel uveljavljati kot odločen zagovornik turškega nacionalizma in panturcizma. Leta 1903 se je vrnil v Rusijo, kjer se je nastanil v kraju Zöyebașı, blizu Simbirska in pričel na veliko pisati o turškem nacionalizmu in panturcizmu. Največ pozornosti je prejelo njegovo delo Üç Tarz-ı Siyaset, ki je bilo objavljeno leta 1904 in je v originalu izšlo v kairskem časopisu Türk. Delo je pozivalo Turke, da opustijo večetnično Osmansko cesarstvo in se raje obrnejo k svoji turški identiteti. Akčura je bil eden izmed soustanoviteljev muslimanske stranke v Rusiji, Ittifaq al-Muslimin. Leta 1908 se je vrnil v Carigrad in postal vodilna sila Turkov. Njegove ideje so na več posluha naletele med Mladoturško revolucijo in razglasitvijo Druge ustavne dobe. Leta 1911 je skupaj z Ahmetom Ağaoğlujem, Alibeyjem Hüseynzadejem in drugimi ustanovil združenje Türk Yurdu. Novembra 1911 je združenje pričelo objavljati revijo z istim imenom, da bi postala intelektualna sila turškega nacionalizma.
Leta 1915 je z Ahmetom Ağaoğlujem in Alijem Hüseynzadejem v Carigradu ustanovil Turško-Tatarski komite (TTC), ki se je zavzemal za obrambo pravic turško-tatarskih muslimanov v Rusiji. Junija 1916 je TTC poslal delegacijo na Konferenco narodnosti, vendar ni mogla predstaviti enotne resolucije. Vsak delegat je moral predstavljati svoj narod. Akčura je zato predstavljal Tatare in zanje zahteval enake državljanske, politične in verske pravice kot ruski pravoslavci in pravico do učenja v svojem maternem jeziku. Julija 1916 je obiskal Zürich in vzpostavil stik z Vladimirjem Leninom. Od njega je želel izvedeti kakšna usoda bo čakala Turke. Poleti 1917 je od osmanskega Rdečega polmeseca dobil nalogo, da se je pogajal za osvoboditev osmanskih ujetnikov v Rusiji. Zato je najprej odpotoval na Dansko in Švedsko ter ostal približno eno leto v Rusiji.
Ko je opravil nalogo za osmanski Rdeči polmesec, se je vrnil v Turčijo in se oktobra 1919 pridružil novoustanovljeni stranki Milli Türk Fırkası. Ker se je nekoliko razlikoval od režima, je turško identiteto opredeljeval v povsem etničnem smislu in je zunaj države iskal sorodstvo z drugimi turškimi narodi. Pozval je tudi k oblikovanju nacionalnega gospodarstva in k odmiku od islamskih vrednot. Zavzemal se je za sekularizirano Turčijo, saj se je bal, da bo panislamizem oviral nacionalistični razvoj in je bil v veliki meri naklonjen Kemalu Atatürku. Leta 1923 je bil izvoljen za poslanca v Carigradu, kar je ostal do leta 1934, ko je bil izvoljen za poslanca v Karsu. Leta 1932 je postal predsednik Turškega zgodovinskega društva.
Umrl je v Carigradu leta 1935. Pokopan je na pokopališču Edirnekapı Martyr v Carigradu.